# Blato (Nová Bystřice)
Blato, bis 1956 Žišpachy (deutsch Sichelbach) ist ein Ortsteil von Nová Bystřice in Tschechien. Er liegt sechs Kilometer nordöstlich von Nová Bystřice und gehört zum Okres Jindřichův Hradec.

## Geographie
Blato befindet sich in der Talmulde der Dračice in der Böhmisch-Mährischen Höhe. Nördlich liegen der Horní Žišpašský rybník und Dolní Žišpašský rybník (Sichelbacher Teiche). Im Nordwesten befindet sich die Bahnstation Hůrky der Jindřichohradecké místní dráhy.
Nachbarorte sind Klenová im Norden, Buková und Rožnov im Nordosten, Vitiněves im Osten, Landštejn, Pomezí und Skalka im Südosten, Klášter II im Süden, Klášter und Terezín im Südwesten sowie Hůrecké Samoty und Hůrky im Nordwesten.

## Geschichte
Im Jahre 1420 wurde die Ortschaft von Überlebenden eines Hussiteneinfalles gegründet. Bereits zehn Jahre später zählte die Ortschaft 101 Einwohner. Ab dem 14. Jahrhundert bis 1570 wurden Glashütten betrieben. Die erste urkundliche Erwähnung des Ortes findet sich ab dem Jahre 1487 unter dem Namen „Zisspach“. Die Namensform änderte sich im Laufe der Zeit auf „Zijspoch“ (1550), „Zizbach“ (1568), „Sychlpach“ (1654) bis sich schließlich im Jahre 1790 „Sichelbach“ einbürgerte. Der Ort wurde im Jahre 1533 von Täufern überfallen und eingeäschert. Ab 1540 gehörte der Ort zur Herrschaft Neubistritz und ab 1568 zu Herrschaft Landstein. In der Reformationszeit konvertierte der Ort zum evangelischen Glauben. Während des Dreißigjährigen Krieges wurde das Dorf im Jahre 1620 durch die Gegenreformation zum katholischen Glauben zurückgeführt. Im Jahre 1685 wütete die Pest und im Jahre 1865 wurde der Ort bei einem Großbrand zum Großteil zerstört. Matriken gibt es seit 1789 bei Konrads. Ab 1897 ist die Ortschaft an die Eisenbahnlinie Neuhaus-Neubistritz angeschlossen.
Während des Ersten Weltkriegs fielen 16 Bewohner. Nach dem Ersten Weltkrieg zerfiel der Vielvölkerstaat Österreich-Ungarn. Die Bewohner von Sichelbach gehörten ausschließlich der deutschen Sprachgruppe an.
Trotz einer Unterschriftaktion für den Anschluss an Deutschösterreich wurde der Ort durch den Friedensvertrag von Saint Germain 1919, zum Bestandteil der Tschechoslowakischen Republik. In der Zwischenkriegszeit verstärkten Maßnahmen, wie die Bodenreform 1919, die Sprachenverordnung 1926 die Ansiedlung von Tschechen. Die entstehenden Autonomiebestrebungen der Deutschen führten zu Spannungen innerhalb des Landes, und im Weiteren zum Münchner Abkommen, das die Abtretung der sudetendeutschen Gebiete an Deutschland regelte.
Der Zweite Weltkrieg forderte 27 Opfer unter den Sichelbachern. Nach Kriegsende wurden die im Münchener Abkommen  an Deutschland übertragenen Territorien, also auch der Ort Sichelbach, wieder der Tschechoslowakei zugeordnet. Durch militante Tschechen und nationale Milizen wurden zwischen Mai und Juni 1945 – bis auf 13 Personen – alle Ortsbewohner, über die Grenze nach Österreich wild vertrieben. Das Vermögen der deutschen Ortsbewohner wurde durch das Beneš-Dekret 108 konfisziert. Die katholische Kirche wurde in der kommunistischen Ära enteignet.
Der Ort blieb zunächst unter dem Namen Žišpachy selbständig. 1956 wurde er in Blato umbenannt. 1961–1985 gehörte das Dorf zur Gemeinde Hůrky. Am 1. Juli 1985 wurde es der Stadt Nová Bystřice eingemeindet. Im Jahre 2001 bestand Blato aus 36 Häusern.

## Siegel
Die Ortschaft führte ein kleines Siegel mit einer fünfblättrigen Rose in einem kleinen Kreis.

## Bevölkerungsentwicklung
| Volkszählung | Einwohner gesamt | Volkszugehörigkeit der Einwohner | Volkszugehörigkeit der Einwohner | Volkszugehörigkeit der Einwohner |
| Jahr         | Einwohner gesamt | Deutsche                         | Tschechen                        | Andere                           |
| ------------ | ---------------- | -------------------------------- | -------------------------------- | -------------------------------- |
| 1880         | 392              | 392                              | 0                                | 0                                |
| 1890         | 372              | 371                              | 0                                | 1                                |
| 1900         | 368              | 367                              | 0                                | 1                                |
| 1910         | 344              | 344                              | 0                                | 0                                |
| 1921         | 351              | 336                              | 0                                | 15                               |
| 1930         | 332              | 304                              | 13                               | 15                               |
| 1991         | 25               |                                  |                                  |                                  |
| 2001         | 24               |                                  |                                  |                                  |

## Sehenswürdigkeiten
- Filialkirche St. Magdalena (1866), ältere Holzkirche im Jahre 1865 abgebrannt; zwei Glocken
- Marienkapelle erbaut im Jahre 1901. Sie wurde im Jahre 1945 angezündet und zerstört.
- Hl. Johannes von Nepomuk-Kapelle (1865)
- Alexenkreuz 1861 am Weg nach Kloster, an der Stelle einer 1619 von den Schweden niedergebrannten Kapelle. Hier wurden im Jahre 1945 122 schlesische Flüchtlinge begraben.[8]
- Schmiedskreuz (1844)
- Kreuz an der Kirche (1904)
- Schule, einklassig, 1796 katholisch, 1900/01 Neubau, zweiklassig,
- Kriegerdenkmal (1932)

## Persönlichkeiten
- Hans Lang (1911–1993), Heimatforscher
- Konrad Neubauer (1883–1937), Lungenfacharzt, Militärarzt
- Johann Weis (1892–1953 Wien), Kommandant der Sicherheitswache in Wien